# هادمو اللذات (فلم)
هادمي اللذات (بالإنجليزية: The Happytime Murders) هو فيلم حركة وكوميديا وجريمة تم إنتاجه في الولايات المتحدة وصدر سنة 2018 بطولة ميليسا مكارثي وإليزابيث بانكس وبريان هنسون.

## القصة
في عالم يتعايش فيه الدمي والبشر مع بعضهم البعض، تقع سلسلة من جرائم القتل لمجموعة من الدمى المشاركين في إحدى مسلسلات الأطفال، ويقوم محقق من الدمى في إدارة شرطة لوس أنجلوس بالاندساس لكي يستطيع التوصل إلى مرتكب هذه الجرائم.

## الميزانية والإيرادات
كلف الفيلم من 40 إلى 47 مليون دولار بينما حقق أرباح تقدر بـ 27.5 مليون دولار فقط.

## وصلات خارجية
- مقالات تستعمل روابط فنية بلا صلة مع ويكي بيانات

لا توجد روابط لمواقع التواصل الاجتماعي.